# Гуалтерио, Луиджи
Луиджи Гуалтерио (итал. Luigi Gualterio; 12 октября 1706, Орвието, Папская область — 24 июля 1761, Фраскати, Папская область) — итальянский куриальный кардинал, папский дипломат и доктор обоих прав. Правнучатый племянник кардинала Карло Гуалтерио и племянник кардинала Филиппо Антонио Гуалтерио. Титулярный архиепископ Миры с 16 декабря 1743 по 24 сентября 1759. Апостольский нунций в Неаполе с 21 марта 1744 по 2 марта 1754. Апостольский нунций во Франции со 2 марта 1754 по 24 сентября 1759. Кардинал-священник с 24 сентября 1759, с титулом церкви Сан-Джованни-а-Порта-Латина с 24 марта 1760. 